# Daniell (Einheit)
Daniell ist eine veraltete Maßeinheit der elektrischen Spannung. 1 Daniell ist die Klemmenspannung des von John Frederic Daniell entwickelten Kupfer-Zink-Elementes (Daniell-Element), einer galvanischen Zelle. 
1 Daniell ist ungefähr 1,1 Volt.